# Чхве Ын Сук
Чхве Ын Сук (кор. 최은숙?, 崔恩淑?, р.28 февраля 1986) — южнокорейская фехтовальщица на шпагах, призёр чемпионатов Азии, Олимпийских и Азиатских игр.
Родилась в 1986 году в Кванджу. В 2006 году стала обладательницей серебряной медали Азиатских игр. В 2011 году стала серебряной призёркой чемпионата Азии. В 2012 году вновь стала серебряной призёркой чемпионата Азии, а на Олимпийских играх в Лондоне завоевала серебряную медаль. В 2014 году стала обладательницей серебряной медали Азиатских игр.